# Philip Smith (Trompeter)
Philip Smith (* 1. April 1952) ist ein US-amerikanischer Trompeter und Musikpädagoge.

## Leben und Wirken
Smith hatte den ersten Unterricht bei seinem Vater, dem englischen Kornettisten Derek Smith. Er studierte dann an der Juilliard School bei Edward Treutel und William Vacchiano. Von dort holte ihn Georg Solti 1975 zum Chicago Symphony Orchestra. 1978 wechselte er zum New York Philharmonic Orchestra, dem er, seit 1988 als Erster Trompeter, bis 2014 angehörte. Er trat mit dem Orchester als Solist unter Dirigenten wie Zubin Mehta, Kurt Masur, Erich Leinsdorf, Leonard Bernstein, Neeme Järvi, Lorin Maazel, Alan Gilbert und Bramwell Tovey und spielte zahlreiche Erst- und Uraufführungen von Werken zeitgenössischer Komponisten, darunter der Trompetenkonzerte von Joseph Turrin (1989), Jacques Hétu (1992) und Lowell Liebermann (2000) und des Doppelkonzertes für Trompete, Posaune und Orchester von Siegfried Matthus (2003).
Weiterhin arbeitete Smith auch mit verschiedenen sinfonischen Bläserensembles zusammen. Mit dem University of New Mexico Wind Ensemble spielte er 1999 die Welturaufführung von Turrins Cronicles und nahm im Folgejahr dieses Werk mit Stephen Grycs Evensong und Turrins Fandango auf CD auf. 2008 spielte er die Uraufführung von Alfred Cohens …curls of motion… mit dem Columbus State University Wind Ensemble, 2013 Aaron Kernis’ a Voice, a Messenger mit dem Illinois Wind Ensemble. Daneben trat er als Solist mit Blaskapellen wie der United States Army Brass Band, Goteborg Brass, Black Dyke Mills und der Rigid Containers Band. der Hannaford Street Silver Band und Intrada Brass, der Columbus Brass Band, Triangle Brass Band und Imperial Brass sowie den Salvation Army Staff Bands einschließlich der International Staff Band auf und war 1996 Solist der British Open Brass Band Championships. In jüngerer Zeit dirigierte er auch u. a. die New York Philharmonic Brass and Percussion (2014) und die Imperial Brass and Gramercy Brass (2015).
Smith wirkte als Lehrer an der Juilliard School und der Manhattan School of Music. Außerdem gab er Kurse u. a. beim Caramoor International Music Festival, dem Grand Teton Music Festival, der Swiss Brass Week, dem Bremer Trompetentagen, der Oslo Trumpet Week, beim Harmony Ridge Festival, dem Scotia Festival of Music, der Le Domaine Forget International Music Academy in Quebec, der Blekinge International Brass Academy (BIBA) in Karlskrona, und dem MasterWorks Festival in Winona Lake.
Auch an Filmsoundtracks wirkte Smith mit. So spielte er in Cobb (1994), A Time To Kill (1996) und Sphere Musik von Elliot Goldenthal, in The Hudsucker Proxy (1994), The Rookie (2002) und The Ladykillers (2004) Musik von Carter Burwell, in Punchline (1998) Musik von Gary Anderson und Charles Gross, in Manchurian Candidate (2004) Musik von Rachel Portman und in Hitch (2005) Musik von George Fenton und Alan Elliot. 2005 wurde Smith Ehrenmitglied der Royal Academy of Music, im Folgejahr erhielt er den International Trumpet Guild Honorary Award.

## Weblink
- Homepage von Phil Smith